# Ametiststrupig bergsjuvel
Ametiststrupig bergsjuvel (Lampornis amethystinus) är en fågel i familjen kolibrier som förekommer i Centralamerika.

## Utseende
Ametiststrupig bergsjuvel är en stor (11,5–12,5 cm) och mörk kolibri med lång och något nedåtböjd svart näbb. Hanen har metalliskt glänsande purpurröd strupe, sotfärgad undersida och grå fläckar på stjärten. Fåglar i sydvästra Mexiko (margaritae, se nedan) har istället blåviolett strupe. Honans strupe är istället brungul.

## Utbredning och systematik
Ametiststrupig bergsjuvel förekommer i bergstrakter i Centralamerika. Den delas in i fem underarter med följande utbredning:
- amethystinus-gruppen
  - Lampornis amethystinus amethystinus – östra Mexiko (från södra Nuevo Léon och södra Tamaulipas till Veracruz och norra Oaxaca)
  - Lampornis amethystinus circumventus – södra Mexiko (västra Sierra de Miahuatlán i sydvästra Oaxaca)
  - Lampornis amethystinus salvini – södra Mexiko (Chiapas) till Guatemala och El Salvador
  - Lampornis amethystinus nobilis – Honduras
- Lampornis amethystinus margaritae – sydvästra Mexiko (Michoacán, Guerrero och västra Oaxaca)

Tillfälligt har arten påträffats i USA.
Ametiststrupig bergsjuvel tros vara systerart till blåstrupig bergsjuvel (Lampornis clemenciae). Underarten margaritae har föreslagits utgöra en egen art på grund av avvikande utseende och läten. Möjligen förekommer den också sympatriskt med amethystinus i Oaxaca.

## Levnadssätt
Ametiststrupig bergsjuvel hittas i fuktiga städsegröna skogar och skogar med tall och ek i bergstrakter på mellan 900 och 3000 meters höjd. Födan består av nektar från bland andra Centropogon affinis, Fuchsia minutiflora och Penstemon kunthii. Fågeln häckar i oktober–december och maj–juli. Det skålformade boet som byggs av mossa och dekoreras med lavar placeras på hängande kvistar.

## Status och hot
Arten har ett stort utbredningsområde men tros minska i antal, dock inte tillräckligt kraftigt för att den ska betraktas som hotad. Internationella naturvårdsunionen IUCN kategoriserar därför arten som livskraftig (LC). Beståndet uppskattas till i storleksordningen 50 000 till en halv miljon vuxna individer.